# The Darkness
The Darkness er et britisk rockband i Lowestoft, England. Bandet består af Justin Hawkins (forsanger, lead guitar), hans bror Dan Hawkins (rytmeguitar, baggrundsvokal), Frankie Poullain (basguitar, baggrundsvokal) og Rufus Tiger Taylor (trommer og baggrundsvokal).
The Darkness slog igennem med udgivelsen af deres debutalbum, Permission to Land, i 2003, hvorfra singlerne "I Believe in a Thing Called Love", "Growing on Me", "Get Your Hands off My Woman" og "Love Is Only a Feeling" kom. Albummet blev certificeret firdobbelt platin i Storbritannien og solgte 1,3 millioner eksemplarer. I 2004 vandt bandet tre Brit Awards: Best British Group, Best British Rock Act og Best British Album.
Efter en omfattende turné for at støtte deres debutalbum forlod Poullain bandet i 2005, og blev erstattet af den tidligere guitartekniker Richie Edwards. Bandets andet studiealbum, One Way Ticket to Hell... and Back, blev udgivet i november 2005. Det følgende år forlod Justin Hawkins bandet efter at have gennemført rehabilitering for alkohol- og kokainmisbrug. Dette, kombineret med dårlige salgstal, resulterede i at Atlantic droppede bandet i oktober 2006. Efter dette dannede de tilbageværende medlemmer Stone Gods, og fortsatte med at optræde og indspille uden Hawkins, der efterfølgende stod i spidsen for sit eget musikprojekt, Hot Leg.
Den 15. marts 2011 annoncerede The Darkness en række genforeningsshow med den oprindelige bassist Frankie Poullain, inklusive en optræden Download Festival 2011, og Isle of Wight Festival 2012. Deres tredje album, Hot Cakes, blev udgivet den 20. august 2012. Den oprindelige trommeslager Ed Graham forlod bandet efter at turnélivet var begyndt at påvirke hans privatliv for meget, hvor han havde udfordringer. I 2015 annoncerede de deres fjerde studiealbum med titlen Last of Our Kind, som udkom 2. juni 2015. Deres femte studiealbum, Pinewood Smile, blev udgivet den 6. oktober 2017 og et år senere, 15. juni 2018, udkom livealbummet Live at Hammersmith. Deres sjette studiealbum, Easter Is Cancelled, udkom den 4. oktober 2019.
Efter oronaviruspandemien stoppede deres verdensturné i 2020 endte bandet med at afslutte året med et enkeltestående liveshow der blev streamet kaldet "Streaming of a White Christmas", der også blev optaget som et nyt livealbum og udgivet på CF og vinyl i juni 2021.
Den 4. juni 2021 annoncerede bandet deres syvende studiealbum Motorheart ville blive udgivet 15. oktober 2021 med en omfattende turné i Storbritannien i november og december 2021.

## Medlemmer
| - Justin Hawkins – forsanger, lead- og rytmeguitar, keyboard (2000–2006, 2011–nu) - Dan Hawkins – rytme- og leadguitar, baggrundsvokal (2000–2006, 2011–nu) - Frankie Poullain – bas, baggrundsvokal (2000–2005, 2011–nu) - Rufus Tiger Taylor – trommer, baggrundsvokal (2015–nu) - Ed Graham – trommer (2000–2006, 2011–2014) - Chris McDougall – lead- og rytmeguitar (2000) - Richie Edwards – bas, baggrundsvokal , keyboards (2005–2006) - Emily Dolan Davies – trommer (2014–2015) | - Darby Todd – Trommer (2012) |

## Diskografi
- Permission to Land (2003)
- One Way Ticket to Hell... and Back (2005)
- Hot Cakes (2012)
- Last of Our Kind (2015)
- Pinewood Smile (2017)
- Easter Is Cancelled (2019)
- Motorheart (2021)